# Lodowiec Szelfowy Amery’ego
Lodowiec Szelfowy Amery’ego (ang. Amery Ice Shelf) – lodowiec szelfowy w Antarktydzie Wschodniej, między Wybrzeżem Larsa Christensena a Wybrzeżem Ingrid Christensen, największy lodowiec szelfowy Antarktydy Wschodniej.

## Nazwa
Nazwany na cześć Williama B. Amery’ego, reprezentanta rządu brytyjskiego w Australii w latach 1925–1928 . 

## Geografia
Pokrywa głęboko wciętą w kontynent część Zatoki Prydza, oddzielając Wybrzeże Larsa Christensena od Wybrzeża Ingrid Christensen . Zajmując powierzchnię ponad 62,620 km² i rozciągając się na przestrzeni ok. 200 km, jest największym lodowcem szelfowym Antarktydy Wschodniej. Grubość lodu wynosi od 400 do 800 m, przy czym niektóre szacunki mówią o grubości lodu w części środkowej lodowca dochodzącej do 3 tys. m. 
Lodowiec Szelfowy Amery’ego zasilany jest przez odrębne lodowce spływające z lądu – Lodowiec Lamberta, do którego spływają Mellor Glacier i Fischer Glacier. Lodowiec Lamberta jest największym i najdłuższym lodowcem świata, zajmującym ponad 1 milion km² i rozciągającym się na długości 400 km. W pobliżu miejsca, gdzie przechodzi on w lodowiec szelfowy, u stóp Gór Księcia Karola, znajduje się oaza antarktyczna nazwana Oazą Amery’ego, w której leży duże jezioro episzelfowe Beaver Lake, mające połączenie z oceanem pod lodowcem .
W sąsiedztwie lodowca, w Larsemann Hills nad Zatoką Prydza, zlokalizowane są trzy stacje badawcze – chińska Zhongshan, rosyjska Progress i rumuńska Law-Racoviță.

### Cielenie się lodowca

Cielenie się lodowca w 2019 roku – animacja

W 2002 roku zaobserwowano dwie podłużne szczeliny o długości ok. 25 i 15 km, powstałe równolegle do kierunku przepływu lodu, oraz jedno pęknięcie biegnące w poprzek na wschód od podstawy zachodniej szczeliny . System ten został nazwany Amery's loose tooth (tłum. „luźnym zębem Amery’ego”)  . Spodziewano się, że kiedy poprzeczne pęknięcie dotrze do wschodniej szczeliny, to uwolniona zostanie ogromna góra lodowa (25 × 25 km) . 
W 2015 roku stwierdzono natomiast, że szczelina biegnąca na zachód od „luźnego zęba Amery’ego” zaczęła się coraz szybciej pogłębiać . Naukowcy zaczęli spodziewać się, że w tym właśnie miejscu może dojść do cielenia się lodowca – co nastąpiło w 2019 roku . We wrześniu 2019 roku od lodowca oderwała się góra lodowa o powierzchni ok. 1636 km² (50 × 30 km) . US National Ice Center nazwało oderwany fragment D-28 . W czerwcu 2021 roku D-28 zderzyła się z lodowcami szelfowymi w regionie Ziemi Królowej Maud, powodując oderwanie się pięciu gór lodowych . 

Główne lodowce szelfowe Antarktydy (2008):
Lodowiec Szelfowy Rossa
Lodowiec Szelfowy Ronne i Lodowiec Szelfowy Filchnera
Lodowiec Szelfowy Amery’ego
Larsen C
Lodowiec Szelfowy Riiser-Larsena
Lodowiec Szelfowy Fimbul
Lodowiec Szelfowy Shackletona
Lodowiec Szelfowy Jerzego VI
Zachodni Lodowiec Szelfowy
Lodowiec Szelfowy Wilkinsa
Lodowiec Szelfowy Abbota
Lodowiec Szelfowy Getza

     Lodowiec Szelfowy Rossa
     Lodowiec Szelfowy Ronne i Lodowiec Szelfowy Filchnera
     Lodowiec Szelfowy Amery’ego
     Larsen C
     Lodowiec Szelfowy Riiser-Larsena
     Lodowiec Szelfowy Fimbul
     Lodowiec Szelfowy Shackletona
     Lodowiec Szelfowy Jerzego VI
     Zachodni Lodowiec Szelfowy
     Lodowiec Szelfowy Wilkinsa
     Lodowiec Szelfowy Abbota
     Lodowiec Szelfowy Getza

## Historia
11 lutego 1931 roku brytyjsko-australijsko-nowozelandzka wyprawa pod dowództwem Douglasa Mawsona (1882–1958) po raz pierwszy naniosła na mapę przylądek nazwany Cape Amery . Dopiero później stwierdzono, że przylądek ten jest fragmentem dużego lodowca szelfowego i w 1947 roku nazwę rozciągnięto na cały lodowiec .
Roszczenia terytorialne do terytorium obejmującego ten lodowiec zgłasza od 1933 roku Australia , według której leży on na obszarze Australijskiego Terytorium Antarktycznego.